# Drimia flagellaris
Drimia flagellaris là một loài thực vật có hoa trong họ Măng tây. Loài này được T.J.Edwards, D.Styles & N.R.Crouch mô tả khoa học đầu tiên năm 2005.